# Station Achanalt
Station Achanalt (Engels: Achanalt railway station) is het spoorwegstation van de Schotse plaats Achanalt. Het station ligt aan de Kyle of Lochalsh Line en is geopend in 1870. Het station is een request stop, de treinen stoppen er alleen op verzoek.